# Équipe de Suède féminine de handball
Cet article traite de l'équipe féminine. Pour l'équipe masculine, voir Équipe de Suède masculine de handball.
Maillots
Dernière mise à jour : 14 décembre 2020.
L'équipe de Suède féminine de handball représente la Fédération suédoise de handball lors des compétitions internationales, notamment aux tournois olympiques et aux championnats du monde.
Après sa non-participation au Championnat du monde 2007, la sélection suédoise s'est progressivement reconstruite et a atteint les quarts de finale des Jeux olympiques de Pékin. Elle s'est également qualifiée pour le tour principal du Championnat d'Europe 2008 en Macédoine, et a terminé finaliste du Championnat d'Europe 2010 et médaillée de bronze du Championnat d'Europe 2014. L'équipe est actuellement entraînée par Tomas Axnér.

## Palmarès
Championnats d'Europe
- Médaille d'argent : 2010
- Médaille de bronze : 2014

## Parcours détaillé
- Jeux olympiques
  - 1976 à 2004 : non qualifiée
  - 2008 : 8e place
  - 2012 : 11e place
  - 2016 : 7e place
  - 2020 : 4e place
  - 2024 : 4e place
- Championnats d'Europe
  - 1994 : 7e place
  - 1996 : 8e place
  - 1998 : non qualifiée
  - 2000 : non qualifiée
  - 2002 : 15e place
  - 2004 : 14e place
  - 2006 : 6e place
  - 2008 : 9e place
  - 2010 :  Médaille d'argent
  - 2012 : 8e place
  - 2014 :  Médaille de bronze
  - 2016 : 8e place
  - 2018 : 6e place
  - 2020 : 11e place
  - 2022 : 5e place
  - 2024 : qualifiée
- Championnats du monde
  - 1957 : 8e place
  - 1962 : non qualifiée
  - 1986 : non qualifiée
  - 1990 : 13e place
  - 1993 : 6e place
  - 1995 : 11e place
  - 1997 : non qualifiée
  - 1999 : non qualifiée
  - 2001 : 8e place
  - 2003 : non qualifiée
  - 2005 : non qualifiée
  - 2007 : non qualifiée
  - 2009 : 13e place
  - 2011 : 9e place
  - 2013 : non qualifiée
  - 2015 : 9e place
  - 2017 : 4e place
  - 2019 : 7e place
  - 2021 : 5e place
  - 2023 : 4e place

## Effectifs

### Effectif actuel
L'effectif de l'équipe Jeux olympiques de 2024 est :

## Personnalités liées à la sélection

### Joueuses distinguées
- Linn Blohm, meilleure pivot championnat du monde 2019
- Isabelle Gulldén, meilleure joueuse et meilleure marqueuse du championnat d'Europe 2014
- Nathalie Hagman, meilleure ailière droite des Jeux olympiques 2016 et du championnat du monde 2017
- Mia Hermansson-Högdahl, élue meilleure handballeuse de l'année par l'IHF en 1994
- Sabina Jacobsen, meilleure joueuse en défense du championnat d'Europe 2014
- Linnea Torstenson, meilleure joueuse du championnat d'Europe 2010
- Johanna Wiberg, meilleure joueuse en défense du championnat d'Europe 2010
- Annika Wiel Fréden, meilleure ailière droite du championnat d'Europe 2006

### Statistiques individuelles
Les statistiques individuelles sont :
| Rang | Joueuse                | Matchs | Buts  | Période     |
| ---- | ---------------------- | ------ | ----- | ----------- |
| 1    | Åsa Mogensen           | 254    | 1 108 | 1990 - 2005 |
| 2    | Jamina Roberts         | 233    | 600   | depuis 2010 |
| 3    | Mia Hermansson-Högdahl | 225    | 1 153 | 1984 - 1998 |
| 3    | Kristina Flognman      | 225    | 388   | 2000 - 2012 |
| 5    | Isabelle Gulldén       | 224    | 840   | 2007 - 2020 |
| 6    | Nathalie Hagman        | 221    | 818   | depuis 2009 |
| 7    | Matilda Boson          | 210    | 515   | 2000 - 2012 |
| 8    | Kristina Jönsson (sv)  | 183    | 0002  | 1989 - 1999 |
| 9    | Gunilla Olsson (sv)    | 181    | 293   | 1988 - 1997 |
| 10   | Linnea Torstenson      | 177    | 655   | 2005 - 2016 |
| 11   | Linn Blohm             | 166    | 483   | depuis 2011 |
| 12   | Anna Rapp (sv)         | 160    | 307   | 1994 - 2005 |
| 13   | Madelene Olsson (sv)   | 159    | 166   | 1991 - 2003 |

| Rang | Joueuse                  | Buts  | Matchs | Moy. | Période     |
| ---- | ------------------------ | ----- | ------ | ---- | ----------- |
| 1    | Mia Hermansson-Högdahl   | 1 153 | 225    | 5,12 | 1984 - 1998 |
| 2    | Åsa Mogensen             | 1 108 | 254    | 4,36 | 1990 - 2005 |
| 3    | Isabelle Gulldén         | 846   | 224    | 3,78 | 2005 - 2020 |
| 4    | Nathalie Hagman          | 818   | 221    | 3,70 | depuis 2009 |
| 5    | Linnea Torstenson        | 655   | 177    | 3,70 | 2005 - 2016 |
| 6    | Jamina Roberts           | 600   | 233    | 2,58 | depuis 2010 |
| 7    | Lina Olsson Rosenberg    | 535   | 146    | 3,66 | 1990 - 1999 |
| 8    | Matilda Boson            | 515   | 210    | 2,45 | 2000 - 2012 |
| 9    | Katarina Arfwidsson (sv) | 493   | 132    | 3,73 | 1996 - 2007 |
| 10   | Johanna Ahlm             | 460   | 142    | 3,24 | 2003 - 2016 |
| 11   | Linn Blohm               | 483   | 166    | 2,91 | depuis 2011 |
| 12   | Kristina Flognman        | 388   | 225    | 1,72 | 2000 - 2012 |
| 13   | Ann-Britt Furugård (en)  | 372   | 133    | 2,80 | 1973 - 1986 |

- Joueuse actuellement sélectionnée

### Sélectionneurs
Depuis 2020, le sélectionneur est Tomas Axnér (en).
Précédemment, les sélectionneurs successifs étaient :
- Åke Nilsson (1963–1969)
- Aase Brundell (1969–1977)
- Gunnar Stockhammar (1977–1982)
- Rolf Nilsson (1982–1986)
- Lars-Erik Säll (1986–1989)
- Björn Söderlund (1989–1991)
- Tomas Ryde (en) (1991–1994)
- Ilija Puljević (1994–1995)
- Peter Hedin (1995)
- Peter Skoog et Joachim Lundberg (1996)
- Claes Hellgren (1996–1999)
- Tomas Ryde (en) et Per-Olof Jonsson (1999–2003)
- Per-Olof Jonsson (2003–2005)
- Ulf Schefvert (2005–2008)
- Ulf Schefvert et Per Johansson (en) (2008–2009)
- Per Johansson (2009–2012)
- Torbjörn Klingvall (2012–2013)
- Thomas Sivertsson (2013–2014)
- H. Thomsen  et T. Sivertsson (2014–2015)
- Thomas Sivertsson (2015–2016)
- Helle Thomsen  (2016)
- Henrik Signell (2016–2020)
- Tomas Axnér (en) (depuis 2020).